# Srīpur (cratera)
A cratera Srīpur é uma cratera de impacto marciana de aproximadamente 23 km em diâmetro. Ela se localiza no quadrângulo de Thaumasia a 31.1°S, 100.8°W, a sudeste da cratera Dinorwic e nordeste da cratera Tugaske. Ela recebeu este nome em referência à cidade de Srīpur, Bangladesh. Seu nome foi aprovado pela União Astronômica Internacional em 1991. De acordo com um mapa da idade geológica da superfície de Marte baseado em dados do Serviço Geológico dos Estados Unidos, a área ao redor de Srīpur data do período Noachiano, o que situa a idade geológica da área entre 3.8 e 3.5 bilhões de anos. O leito da cratera é relativamente plano, exceto por uma pequena cratera a leste do centro, e se situa a aproximadamente 6,300 metros acima da altitude zero. Sua borda se eleva a 6,800 metros acima da altitude zero, o que resulta numa profundidade de 500 metros. A área a sul da cratera possui a mesma elevação do leito da cratera.